# Сильвермейн
Сильвермейн (англ. Silvermane), настоящее имя Сильвио Манфреди (англ. Silvio Manfredi) — вымышленный персонаж, появляющийся в американских комиксах издательства Marvel Comics. Наиболее известен как криминальный босс и высокопоставленный представитель Маджии, вымышленного синдиката организованной преступности, а также враг Человека-паука, в конечном итоге ставший киборгом в попытках продлить свою жизнь. 
На протяжении многих лет с момента своего первого появления в комиксах персонаж появился в других медиа продуктах, в том числе мультсериалах и видеоиграх.

## История публикаций
Сильвермейн был создан сценаристом Стэном Ли и художником Джоном Бушемой, дебютировав в The Amazing Spider-Man #73 (Июнь, 1969).
Впервые Сильвермейн появился в сюжетной арке о таинственной каменной плите, которой желали обладать несколько злодеев Человека-паука. Несмотря на популярность Tablet Saga, художник Джон Ромита-старший признался, что изначально история не задумывалась как полноценная арка: «Мы даже не придумали Сильвермейна до #7, не говоря уже о концовке».

## Биография
Сильвио Манфреди получил прозвище «Сильвермейн» за свой почтенный возраст и практически седые волосы. Он является профессиональным преступником родом из Корлеоне, Сицилии, который начал свою преступную карьеру в качестве рэкетира в синдикате Маджия, в конечном итоге сформировал свой собственный преступный клан и стал могущественным доном Маджии.
При первом появлении пожилой Сильвермейн заставил доктора Курта Коннорса приготовить омолаживающие зелье из древней глиняной плиты, с помощью которого намеревался обрести бессмертие, и вечную молодость. В течение сюжетной арки он впервые пересёкся с альтер эго Коннерса, Ящером и Человеком-пауком. Сыворотка сделала Сильвермейна моложе, однако её воздействие привела к тому, что он становился всё моложе и моложе, пока не исчез совсем. В дальнейшем Сильвермейну удалось возродиться и таинственным образом состариться до 40 лет. Он начал новую карьеру и быстро поднялся по иерархии Маджии, пока не восстановил контроль над своей семьёй, стремясь заключить союз с Гидрой. При помощи организации он планировал достичь мирового господства, став лидером организации, Верховной Гидрой. Он потерпел поражение от Сорвиголовы, Ника Фьюри и Щ.И.Т.а. Сильвермейн вновь появился в Нью-Йорке в попытке объединить все банды города под своим руководством и захватить преступный мир, но его планы осложнил Зелёный гоблин, бросивший ему вызов. Во время противостояния Зелёного Гоблина, Сильвермейна и Человека-паука, Сильвермейн упал с большой высоты, но выжил. 
Сильвермейн работал со многими суперзлодеями, такими как Кувалда, а также был заклятым врагом Кингпина, которого пытался дважды убить, когда тот страдал от амнезии. Его бывший партнёр, Доминик Тайрон, принял личность Рапиры и стремился отомстить Сильвермейну за предательство. Исследуя предысторию Маджии, репортёр Бен Урих узнал, что Сильвермейн десятилетиями был легендарной преступной фигурой. 
Травмы Сильвермейна привели к тому, что его сыворотка молодости и бессмертия, перестала действовать, что сделало его инвалидом. Несмотря на то, что он был прикован к постели, он продолжал управлять своей преступной империей, пока Кинжал едва не убили его. Сильвермейн попытался продлить свою жизнь, превратившись в киборга. Кингпин получил контроль над роботизированным телом, до тех пор, пока Кинжал не вернула ему жизненную энергию. Тело киборга было сильно повреждено первым Джеком-Фонарём во время войны банд между Кувалдой и Кингпином. Сильвермейн использовал дистанционно управляемого андроида-двойника, чтобы сразиться с Человеком-пауком. Он попытался высосать радиоактивную кровь своего оппонента, чтобы привести в действие новое, гораздо более сильное тело киборга. Также Сильвермейн столкнулся с Детлоком и Карателем во время организации крупной операции по борьбе с наркотиками. Хотя Сильвермейн технически перестал быть человеком, он сохранил своё влияние в Маджии.
Сильвермейн пытался принять участие во встрече различных криминальных фигур в то время, когда Уилсон Фиск потерял свою власть. Цель встречи состояла в том, чтобы разделить территорию и активы Фиска, однако она была сорвана. Сильвермейн попал под перекрёстный огонь между представителями Тайной Империи и Карателем. Сильвермейн использовал ресурсы своего личного полуприцепа и тела киборгов, хранящиеся внутри, чтобы пробиться сквозь нападавших и сбежать. 
Некоторое время спустя выяснилось, что Сильвермейн был убит во время перестрелки с бандой Филина на свалке металлолома в Нью-Йорке. Он был подхвачен магнитом и брошен в прессовщик мусора, который раздавил его насмерть, в результате чего и без того ослабленный преступный синдикат Сильвермейна остался без лидера. Спустя несколько месяцев он, по-видимому, вернулся вместе с другими погибшими членами своей банды во время проигрышной конфронтации Маджии с силами Мистера Негатива. Тем не менее, позже выяснилось, что это была уловка, организованная бандитом по имени Кармайн: «Сильвермейн» на самом деле был реалистичным роботом-дубликатом, которым управлял Мистерио. Таким образом, Кармайн хотел получить больше влияния в Маджии и в дальнейшем подчинить её. Ситуация изменилась, когда Мистерио использовал дубликат, чтобы убить Кармайна, намереваясь лично управлять Маджией.  
Голова Сильвермейна продолжила функционировать, будучи найденной мальчиком на свалке, после чего её украл Шокер. Голова использовалась Совершенными врагами Человека-паука с целью обретения контроля над Маджией, но члены команды нападали друг на друга, когда пришло время решить, кто из них будет главным. Шокер защитил Сильвермейн от Карателя, потребовав взамен назначить его своим преемником на посту главы Маджии.  
Сильвермейн вошёл в число криминальных авторитетов, соревнующихся с Мистером Негативом в получении Плиты Жизни и Судьбы, чтобы завоевать расположение мэра Уилсона Фиска.

## Силы и способности
Сильвермейн считается одним из самых легендарных боссов Маджии. Он был превосходным бойцом ближнего боя, отличным стрелком, блестящим стратегом и организатором. Использование волшебных зелий временно даровало ему своего рода бессмертие, благодаря которому он выглядел как мужчина 40 лет. Его предпочтительным оружием были различные пистолеты и пулемёт Томпсона. Позже мозг, жизненно важные органы и голова Сильвермейна были пересажены в тело киборга, что увеличило его физические возможности и наделило сверхчеловеческой силой и восприятием. Тем не менее, оставшиеся органические части тела Сильвермейна принадлежат пожилому человеку, что делает его чрезвычайно уязвимым.

## Альтернативные версии

### Ultimate Marvel
Во вселенной Ultimate Marvel Сильвермейн появляется в короткой эпизодической роли. Поскольку Уилсон Фиск затаился из-за юридических проблем, Сильвермейн, его главный соперник, решил объединить усилия с другим мафиози Кувалдой, чтобы отстранить Кингпина от власти. Кувалда не был заинтересован в разделении власти, сломав Сильвермейну шею. Впоследствии Сильвермейн был идентифицирован как лидер мафиозной семьи, в которую входил Кувалда, а также упоминался как должник Натаниэля Эссекса. В статье Daily Bugle было установлено, что его зовут Аллан Сильвермейн, однако это был, по всей видимости, псевдоним, поскольку гангстера также называли Сильвио Манфреди. 

### Дом М
Сильвермейн появился в реальности House of M в образе молодого криминального авторитета и одного из десятков мафиози, захваченных элитным подразделением Братства полиции Нью-Йорка.  

## Вне комиксов

### Телевидение
- Сильвермейн появляется в мультсериале «Человек-паук» 1981 года, где его озвучил Пол Уинчелл[25]. Он и Человек-гора Марко прибывают в Нью-Йорк, чтобы заключить перемирие с Кингпином после того, как его учёный доктор Эверетт разработал мощный растворитель, способный проедать что угодно. Человек-паук перехватывает их, но Сильвермейн избегает привлечения к ответственности, так как большинство его преступлений было совершено на Западном побережье.
- В мультсериале «Человек-паук» 1994 года Сильвермейна озвучили: Джефф Кори в преклонном возрасте[25], Таунсенд Коулман в молодости[26],  Мэтью МакКерли в детстве[27], и Кэннон Янг в младенчестве[28]. Здесь он является врагом Человека-паука и Кингпина, последний из которых конкурирует с ним в преступном мире Нью-Йорка. Также у него есть дочь по имени Алиса Сильвермейн. В эпизодах «Коварная шестёрка» и «Сражение с коварной шестёркой» Сильвермейн нанимает Кувалду, чтобы тот поймал Человека-паука. Во время боя с одноимённой командой, Человек-паук спасает Сильвермейна от Кингпина, не осознавая, кем на самом деле является старик. В эпизодах «Плита времени» и «Неуловимое время» Сильвермейн становится одержимым поиском одноимённой плиты, артефакта, способного омолодить человека и фактически сделать его бессмертным. Обнаружив плиту, он нанимает Могильщика, который крадёт плиту и похищает доктора Курта Коннорса, а также берёт в заложники жену учёного, дабы тот пошёл на сотрудничество. Человек-паук спасает семью Коннорсов и, несмотря на предупреждение доктора Коннорса о нестабильности плиты, Сильвермейн использует её и становится моложе, однако, в конечном итоге, превращается в ребёнка, а затем и в младенца. В эпизоде «Напарники», несмотря на пребывание в теле младенца, Сильвермейн сохраняет разум взрослого человека. С помощью Алисы он убеждает Алистера Смайта похитить Чёрную кошку и шантажирует Человека-паука, чтобы тот задержал Скорпиона, благодаря которому Сильвермейн сможет поменяться телами со Стенолазом. Тем не менее, процедуру прерывает Стервятник, который занимает место Человека-паука и забирает молодость Сильвермейна, в то время как мафиози вновь становится стариком.
- Мигель Феррер озвучил Сильвермейна в мультсериале «Новые приключения Человека-паука» 2008 года[25]. Здесь высокопоставленный криминальный авторитет конкурирует с Могильщиком и дочерью Сейбл Манфреди. В эпизоде «Сообщники» выяснилось, что он был арестован и заключён в тюрьму за 12 лет до начала мультсериала после того, как Фредериком Фосуэлл разоблачил его деятельность ФБР. Впоследствии Могильщик захватил контроль над его территорией, в то время как Сейбл управляла остатками их империи в отсутствие своего отца. В серии «Территория бандитов» Сильвермейн посещает встречу между Могильщиком и Доктором Осьминогом. Когда встреча идёт не по плану и в дело вмешивается Человек-паук, Сильвермейн использует скрытый гидравлический экзоскелет для борьбы со Стенолазом и другими криминальными авторитетами, но терпит поражение от руки Человека-паука, после чего его задерживают. В эпизоде «Премьера» Сильвермейн был помещён в тюрьму. Хотя Зелёный гоблин освобождает его, чтобы убить Человека-паука, который также находится там, Уолтер Харди выпускает усыпляющий газ, чтобы усмирить заключённых, после чего те возвращаются в их камеры.
- Сильвермейн появляется в мультсериале «Человек-паук» 2017 года, озвученном Ноланом Нортом[25].

### Видеоигры
- Сильвермейн появляется в бета-версиях игры Spider-Man 1995 года для SNES и Sega Genesis, однако в финальных версиях был заменён на робота.
- Стивен Блум озвучил Сильвермейна в версии для Nintendo DS игры Spider-Man: Shattered Dimensions[25]. Дожив до 2099 года благодаря своему кибернетическому телу, он пытается использовать фрагмент Скрижали Порядка и Хаоса, чтобы стать бессмертным, но терпит поражение от Человека-паука 2099 года.
- Сильвермейн является игровым персонажем в Lego Marvel Super Heroes 2, в рамках DLC Cloak and Dagger[29].

### Романы
Сильвермейн появляется в романе «Человек-паук: Вечно молодой», написанном Стефаном Петруча. В романе учитываются события арки Tablet Saga с небольшим переосмыслением, к примеру, Сильвермейн не скрывает презрение к персональным электронным устройствам из-за отсутствия безопасности, а Кингпин впадает в кому, будучи шокированным новостью, что его сын был преступником в маске. Действие романа начинается через два года после оригинальной сюжетной линии, и теперь Сильвермейн случайным образом взрослеет из ребёнка в мужчину, пытаясь заставить Курта Коннорса и Человека-паука забрать плиту и стабилизировать его состояние. В конце концов Человек-паук сталкивается с Сильвермейном в церковном укрытии последнего. Последовавшая битва заканчивается тем, что разъярённый Сильвермейн сжигает церковь, чтобы попытаться убить Человека-паука, хотя его окончательная судьба остаётся неясной.